# Footloose (canção)

Footloose é uma canção de Kenny Loggins produzida para o filme de mesmo nome de 1984. No Brasil o filme recebeu o título de: Footloose - Ritmo Louco.
A canção permaneceu por três semanas seguidas em primeiro lugar na lista Billboard no ano de 1984.
Em 2017, a canção foi renovada pela Walt Disney Company e apareceu como primeira faixa do segundo disco do terceiro álbum da telenovela argentina Soy Luna, 'La Vida Es Un Sueño', que foi disponibilizado no dia 3 de março de 2017. A canção é cantada por todo o elenco jovem e também recebeu um videoclipe, que foi exibido no último episódio da segunda temporada da telenovela.

## Paradas Musicais

### Peak positions
| Chart (1984)                                 | Melhor posição |
| -------------------------------------------- | -------------- |
| Australia (ARIA)                             | 1              |
| Austria (Ö3 Austria Top 40)                  | 8              |
| Belgium (VRT Top 30 Flanders)                | 26             |
| Canada (RPM)                                 | 1              |
| Germany (Media Control Charts)               | 4              |
| Italy (Musica e Dischi)                      | 17             |
| New Zealand (RIANZ)                          | 1              |
| Suíça Switzerland (Schweizer Hitparade)      | 4              |
| United Kingdom (The Official Charts Company) | 6              |
| U.S. Billboard Hot 100                       | 1              |